# Općina Lenart
Općina Lenart (slo.:Občina Lenart) je općina u sjeveroistočnoj Sloveniji u pokrajini Štajerskoj i statističkoj regiji Podravskoj. Središte općine je naselje Lenart v Slovenskih goricah s 2.592 stanovnika. 

## Zemljopis
Općina Lenart nalazi se u sjeveroistočnom dijelu Slovenije.  Područje općine pripada području Slovenskih Gorica, brdskom kraju poznatom po vinogradarstvu i vinarstvu.
U općini vlada umjereno kontinentalna klima.
Na području općine ima samo manjih vodotoka, koji su u slivu rijeke Drave.

## Naselja u općini
Črmljenšak, Dolge Njive, Gradenšak, Hrastovec v Slovenskih Goricah, Lenart v Slovenskih goricah, Lormanje, Močna, Nadbišec, Radehova, Rogoznica, Selce, Spodnja Voličina, Spodnje Partinje, Spodnji Porčič, Spodnji Žerjavci, Straže, Šetarova, Vinička vas, Zamarkova, Zavrh, Zgornja Voličina, Zgornji Žerjavci

## Vanjske poveznice
- Službena stranica općine